# Bellum Africum
Il Bellum Africum o Bellum Africanum (in latino: La guerra africana) è un'opera facente parte del Corpus Caesarianum. La paternità dell'opera è oggetto di discussione tra gli studiosi, sebbene si creda che l'autore sia un ufficiale dell'esercito di Gaio Giulio Cesare, in passato identificato con Aulo Irzio o Gaio Oppio. Il contenuto dell'opera fornisce i resoconti delle campagne di Cesare contro i suoi nemici repubblicani nella provincia romana dell'Africa, culminate nella battaglia di Tapso.

## Contenuto
Il periodo compreso è il 47-46 a.C. Cesare dopo la morte di Pompeo sbarca immediatamente il 25 dicembre 47 a.C. da Lilibeo in Sicilia, con 17 legioni e 2600 cavalieri. A causa del cattivo tempo lo sbarco ad Hadrumentum è molto difficile, e Cesare scopre l'Africa è stata trasformata in un campo di battaglia dai pompeiani. Dunque occupa Leptis Magna come quartier generale. Dal punto di vista repubblicano dei pompeiani le loro forze disponevano dell'appoggio del faraone Tolomeo e del re Giuba di Numidia, con 10 legioni di 1400 cavalieri. Cesare attende il 3 gennaio del 46 perché solo allora giungono le navi di rinforzo disperse nella tempesta siciliana. Nel primo assalto Cesare rischia l'accerchiamento da parte delle truppe del comandante Labieno, ma evita la mossa. Il 22 gennaio lo storico Sallustio giunge a Ruspina con due legioni di 800 cavalieri, e così Cesare riprende la guerra, andando a difendere la postazione di Leptis Magna, assediata dai pompeiani.
Il 27 gennaio Cesare giunge a Uzitta e circonda le mura, provocando il generale nemico Scipione a combattere schierando le sue truppe in campo aperto, ma lui si rifiuta. Nel frattempo i repubblicani approfittano del clima invernale per assaltare ancora una volta il porto di Leptis Magna, senza successo. Cesare dunque, vedendo la difficoltà del suo esercito e quello dei repubblicani, punta verso Aggar, dove Scipione ha le vettovaglie. Successivamente è la città di Zeta a cadere, e iniziano ambasciate di pace che partono per Cesare. Tuttavia Cesare punta verso la città di Sarusa il 22 marzo, la postazione principale dei rifornimenti repubblicani, e così Labieno tenta di arrestare l'esercito, attaccando la retroguardia, lasciata apposta più indietro da Cesare, per rendere così possibile l'attacco a sorpresa dei mercenari numidi pompeiani, rendendo perfetta una contromossa a sorpresa. A questo punto i repubblicani si lasciano ad una difesa disperata della città fortificata, subendo però la distruzione totale dell'armata alleata, e sono dunque costretti ad arrendersi a Cesare.